# 36. Międzynarodowy Festiwal Filmowy w Wenecji
36. Międzynarodowy Festiwal Filmowy w Wenecji odbył się w dniach 24 sierpnia – 5 września 1979 roku. W czasie tej edycji imprezy nie obradowało jury, gdyż w latach 1969-1979 nie przyznawano na festiwalu nagród konkursowych. Swoje wyróżnienia przyznawali za to krytycy filmowi.

## Laureaci nagród
Nagroda FIPRESCI
- Górska przełęcz, reż. Jean-François Stévenin
- La nouba des femmes du mont Chenoua, reż. Assia Djebar

Wyróżnienie FIPRESCI
- Le vieil Anaï, reż. Jean Rouch